# ヒメシラスゲ
ヒメシラスゲ Carex mollicula Bott, 1867 はカヤツリグサ科スゲ属の植物の1つ。小柄な種で、直立する茎の先端に円柱状の小穂が集まって着く。

## 特長
小柄な多年生の草本。地下に細長い匍匐茎を伸ばし、大株にはならずまばらな集団を作る。草丈は15-30cmほど。葉は草丈と同じ程度の長さからやや長く、葉幅は4-8mm。葉質は柔らかく、主脈とその両側の一対の脈、合わせて三脈がはっきり出る。基部の鞘は淡黄色。
花期は5-7月。花茎はまっすぐに立ち、上部はざらつく。花序としては頂小穂は雄性、側小穂は2-5個あって、すべて雌性。それらの小穂すべてが花茎の先端に集まって着く。苞は鞘がなく、葉状部は発達して長さ1-10cmほどになる。頂生の雄小穂は線柱形で長さは1-3cm、柄はない。雄花鱗片は淡褐色で先端は鋭く尖る。側生の雌小穂は円柱形で長さ1-2.5cmで、柄がない。雌花鱗片は蒼白色で果胞より短く、先端は細く尖るか、あるいは短い芒となる。果胞は長楕円形で長さ3-4mm、稜の間には5-6本の脈があり、表面は滑らか。嘴は長くて1.7-2mm程になり、先端の口は両端が尖って2歯をなす。また果胞は多少反り返ってつく。痩果は果胞に緩く包まれており、広卵形で長さ1.5mm、柱頭は3つに分かれる。
和名は姫シラスゲの意味で、シラスゲに似て小型であることに依る。

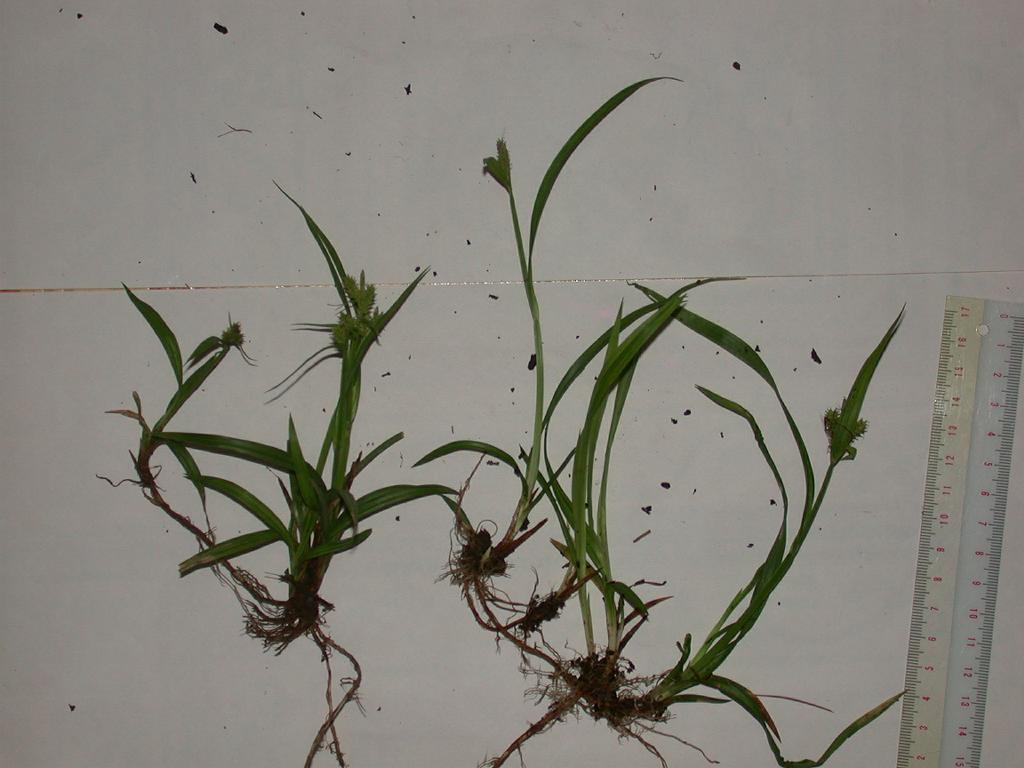
株全体の姿 匍匐茎が長く横に這って広がる
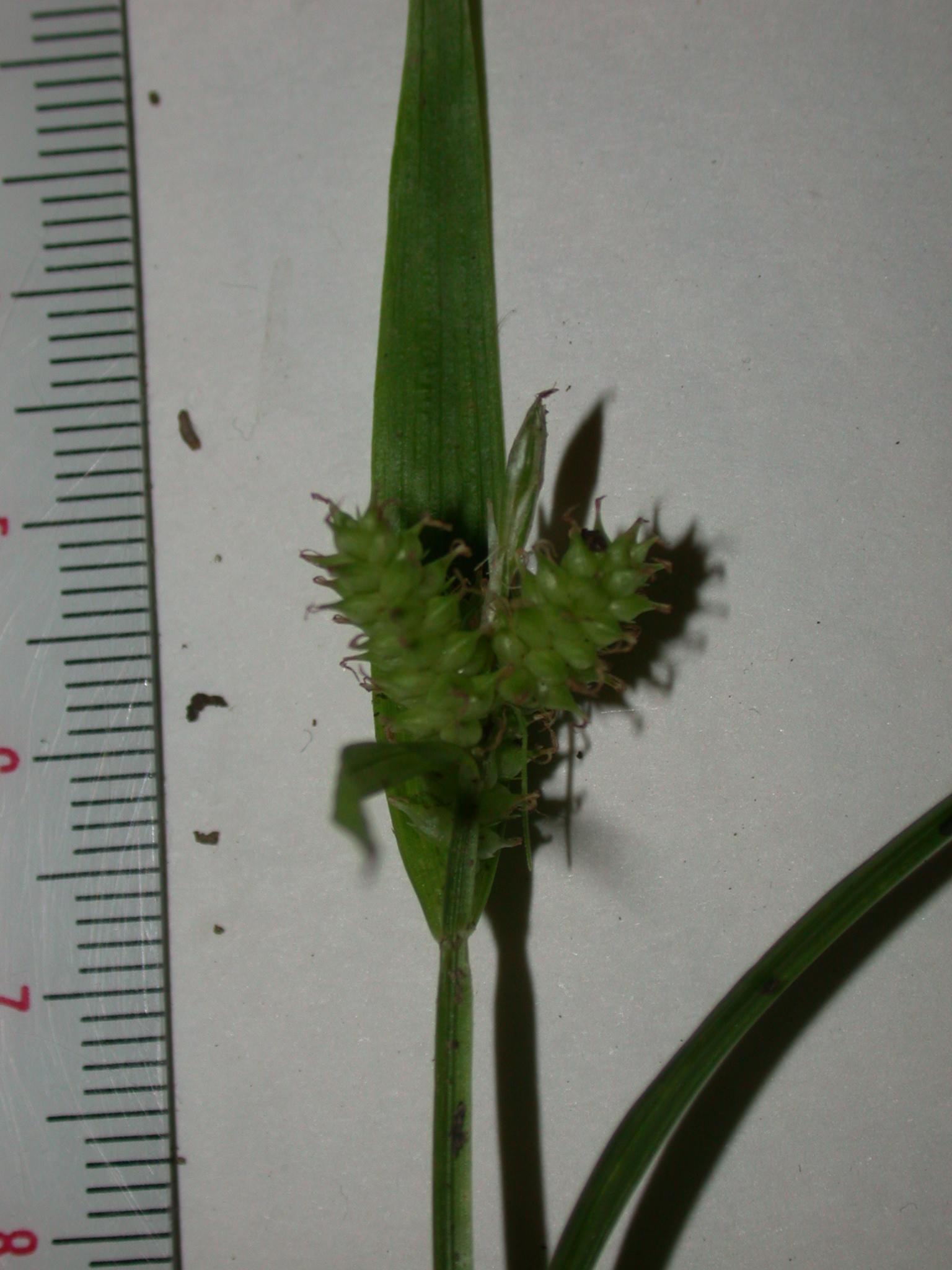
花序の拡大像

## 分布と生育環境
日本では北海道、本州、四国、九州および対馬に分布し、国外では千島列島と朝鮮半島から知られる。
山地のシイカシ林からブナ帯までの広い範囲で見られ、樹林下に生える。特に湿地や渓流の縁など水気の多いところに出現するとも。

## 分類、近縁種、類似種など
本種は頂小穂が雄性、側小穂が雌性で苞には鞘がなく、果胞は小型で乾いても緑色を保ち、柱頭が3裂すること、根茎が横に這うことなどの特徴からシラスゲ C. alpecuroides やヒゴクサ C. japonicus などと共にヒメシラスゲ節 sect. mollicula にまとめられている。その中で本種は葉裏が粉っぽい白みを帯びないこと、小柄な小穂は花茎の先端に集まることなどの特徴から比較的判別しやすいものである。星野他(2011)は本種を他種から判別する際の特徴として匍匐枝があることと小穂が花茎の先端に集まること、それに果胞の嘴が長いことを挙げている。
シラスゲは普通は本種よりかなり大きくなるものだが、貧弱な個体では小穂が互いに接近して生じる場合があり、そうなると本種とかなり似た姿になる。シラスゲとの区別点は本種は葉裏が白く粉をふいておらず、雄の小穂が直下につく雌小穂とほぼ同じ長さか、あるいはやや短いところで判別できる。
他にエゾサワスゲ C. viridula は本種の別名がサワスゲであることに基づいて名付けられたとされており、小柄で小穂が纏まって着き、果胞の嘴が目立つ点で似ているが、この種では匍匐茎がなく、株が纏まって生じること、雌小穂が短く纏まっている点でかなり違って見える。

## 保護の状況
環境省のレッドデータブックには取り上げられていないが、都府県別では東京都と埼玉県ｓｗ絶滅危惧II類、千葉県と鹿児島県で準絶滅危惧の指定がある。何れもさほどレベルは高くない様子である。